# Kwon So-hyun (actriz)
Kwon So-Hyun (29 de enero de 1987) es una actriz surcoreana.

## Carrera
Comenzó su carrera como actriz musical en Beautiful Game (2007). En 2010, ganó el premio a Mejor Actriz revelación en el Festival Musical Internacional de Daegu. En 2015 obtuvo su primer papel principal en la película Madonna del director Shin Su-Won. Su actuación le valió reconocimiento y numerosas nominaciones, incluyendo ganar el premio a Mejor Actriz Revelación en el 35º Korean Association of Film Critics Awards 2015 y  3rd Wildflower Film Awards 2016.

## Filmografía

### Series de televisión
| Año     | Título                     | Personaje       | Canal       | Notas | Ref.  |
| ------- | -------------------------- | --------------- | ----------- | ----- | ----- |
| 2019-20 | Black Dog: Being A Teacher | Song Ji-sun     | tvN         |       |       |
| 2021    | Mine                       | madre de Ji-won | tvN/Netflix | Cameo | [ 5 ] |
| 2021    | The Veil                   | Goo Hyo-eun     | MBC         |       |       |
| 2023    | My Dearest                 | Bang Du-ne      | MBC         |       | [ 6 ] |

### Películas
| Año  | Título                | Papel        | Notas | Ref.  |
| ---- | --------------------- | ------------ | ----- | ----- |
| 2013 | Love Scene            |              |       |       |
| 2015 | Madonna               | Jang Mi-Na   |       |       |
| 2018 | Miss Baek             | Joo Mi-Kyung |       |       |
| 2018 | Nothing or Everything |              |       | [ 7 ] |
| 2018 | Pray                  | Yeon-jeong   |       | [ 8 ] |
| 2019 | Sinkhole              | Yeong-i      |       | [ 9 ] |

## Teatro
| Año       | Título             | Papel     |
| --------- | ------------------ | --------- |
| 2007      | Beautiful Game     | Bernardet |
| 2008      | Evil Dead          |           |
| 2009      | Hairspray          | Stacy     |
| 2011      | Turandot           | Paeng     |
| 2011      | Cooking with Elvis | Hija      |
| 2012-2013 | Greece             | Jeanne    |
| 2014      | Singing Shylock    |           |

## Premios y nominaciones
| Año  | Premio                                         | Categoría                      | Nominación | Resultado | Ref.   |
| ---- | ---------------------------------------------- | ------------------------------ | ---------- | --------- | ------ |
| 2010 | 4th Daegu International Musical Festival       | Mejor actriz revelación        | —          | Ganadora  |        |
| 2015 | 24th Buil Film Awards                          | Mejor actriz revelación        | Madonna    | Nominada  |        |
| 2015 | 35th Korean Association of Film Critics Awards | Mejor actriz revelación        | Madonna    | Ganadora  |        |
| 2015 | 36º Blue Dragon Film Awards                    | Mejor actriz revelación        | Madonna    | Nominada  |        |
| 2016 | 21st Chunsa Film Art Awards                    | Mejor actriz revelación        | Madonna    | Nominada  |        |
| 2016 | 3rd Wildflower Film Awards                     | Mejor actriz revelación        | Madonna    | Ganadora  |        |
| 2016 | 52 Paeksang Arts Awards                        | Mejor actriz revelación (cine) | Madonna    | Nominada  |        |
| 2018 | 38th Korean Association of Film Critics Awards | Mejor actriz secundaria        | Miss Baek  | Ganadora  | [ 10 ] |
| 2018 | 39th Blue Dragon Film Awards                   | Mejor actriz secundaria        | Miss Baek  | Nominada  | [ 11 ] |
| 2019 | 55th Baeksang Arts Awards                      | Mejor actriz secundaria        | Miss Baek  | Ganadora  | [ 12 ] |
| 2019 | 24th Chunsa Film Art Awards                    | Mejor actriz secundaria        | Miss Baek  | Nominada  | [ 13 ] |
| 2019 | 28th Buil Film Awards                          | Mejor actriz secundaria        | Miss Baek  | Nominada  | [ 14 ] |
| 2021 | 2021 MBC Drama Award                           | Mejor actriz de reparto        | The Veil   | Nominada  |        |